# Yawhen Kuntsevich
Yawhen Yawhenavich Kuntsevich (tiếng Belarus: Яўген Яўгенавіч Кунцэвіч; tiếng Nga: Евгений Кунцевич (Yevgeni Kuntsevich); sinh 16 tháng 8 năm 1988) là một cầu thủ bóng đá Belarus hiện tại thi đấu cho Smolevichi-STI.

## Danh hiệu
BATE Borisov
- Vô địch Giải bóng đá ngoại hạng Belarus: 2011, 2012
- Vô địch Siêu cúp bóng đá Belarus: 2011